# Difaâ Riadhi Baladiat Tadjenanet
Maillots
Le Difaâ Riadhi Baladiat Tadjenanet (en arabe : الدفاع الرياضي لبلدية تاجنانت), plus couramment abrégé en DRB Tadjenanet ou encore en DRBT, est un club algérien de football fondé en 1971, disparu en 2021 et basé à Tadjenanet, dans la wilaya de Mila.
Fondé en 1971, le DRBT passe la majeure partie de son histoire dans les échelons inférieurs avant d'accéder en 2015 en D1 et de s'y maintenir jusqu'en 2019. Après quatre saisons parmi l'élite, le club entame une descente aux enfers qui le mène d'abord de la D2 à la D3 puis, en novembre 2021, ne parvenant pas à aligner d'équipe lors des trois premières journées du championnat, le DRBT est rétrogradé en Division Pré-Honneur, soit le septième et dernier pallier du football algérien.

## Histoire
Le Difaâ Riadhi Baladiat Tadjenanet a été fondé en 1971 par un groupe de sportifs algériens dirigés par l'ancien président du club:Tahar Chebihi, assisté de Boudjemaâ Merouani et Saïd Berahaïl.
Le club réalise son grand coup lors de la saison 2013-2014, où il termine champion de la Division Nationale Amateur - Groupe Est à 12 points d'avance du deuxième, le MO Constantine.

### Accession historique en D1 (2015-2019)
Pour la saison 2014/2015, le DRBT continue à surprendre et réalise pour la première fois de son histoire l'accession en première division algérienne, toujours sous la houlette de l'entraîneur et ex- gardien international Lyamine Bougherara, et se qualifie aussi pour la première fois pour les huitièmes de finale (1/8) de la Coupe d'Algérie 2014/2015 après avoir éliminé le club rival voisin du HB Chelghoum Laïd en 1/32 de finale, puis un habitué de la Dame Coupe, le CR Belouizdad, en 1/16 de finale.
Le 15 août 2015, le DRBT gagne son premier match en Ligue 1 algérienne 2015/2016 face au RC Relizane sur le score de 2-1. Pour sa première saison en D1 algérienne, le club termine dans une position honorable (7e au classement général) et assure son principal objectif celui d'assurer le maintien dans la division Une.
Durant de la saison suivante, le DRBT continue de réaliser de bonnes prestations mais avec moins de réussite que la saison précédente, puis au milieu de la phase retour, la situation critique pousse Lyamine Bougherara à résilier son contrat à l'amiable, après quatre ans à la tête de l'équipe .
En 2021, Le Difaâ, après un troisième forfait consécutif dans le championnat de Ligue 2 (Groupe Centre-Est), vient d'être officiellement rétrogradé en division pré-honneur. Après la sanction, l'équipe n'a pas retourné[Quoi ?].

## Bilan sportif

### Palmarès
| Compétitions nationales |
| --- |
| - Ligue 1 - Meilleure performance : 7e en 2016. - Ligue 2 - Vice-champion : 2015. - DNA (1) - Champion du Groupe Est : 2014. |

### Classement en championnat par année
- 1971-72 : D?, Est, ?e
- 1972-73 : D?, Est, ?e
- 1973-74 : D?, Est, ?e
- 1974-75 : D?, Est, ?e
- 1975-76 : D?, Est, ?e
- 1976-77 : D?, Est, ?e
- 1977-78 : D?, Est, ?e
- 1978-79 : D?, Est, ?e
- 1979-80 : D?, Est, ?e
- 1980-81 : D?, Est, ?e
- 1981-82 : D?, Est, ?e
- 1982-83 : D?, Est, ?e
- 1983-84 : D?, Est, ?e
- 1984-85 : D?, Est, ?e
- 1985-86 : D?, Est, ?e
- 1986-87 : D?, Est, ?e
- 1987-88 : D?, Est, ?e
- 1988-89 : D?, Est, ?e
- 1989-90 : D?, Est, ?e
- 1990-91 : D?, Est, ?e
- 1991-92 : D?, Est, ?e
- 1992-93 : D?, Est, ?e
- 1993-94 : D?, Est, ?e
- 1994-95 : D?, Est, ?e
- 1995-96 : D?, Est, ?e
- 1996-97 : D?, Est, ?e
- 1997-98 : D?, Est, ?e
- 1998-99 : D?, Est, ?e
- 1999-00 : D?, Est, ?e
- 2000-01 : D?, Est, ?e
- 2001-02 : D?, Est, ?e
- 2002-03 : D?, Est, ?e
- 2003-04 : D?, Est, ?e
- 2004-05 : D?, Est, ?e
- 2005-06 : D?, Est, ?e
- 2006-07 : D?, Est, ?e
- 2007-08 : D5, Régional 2 Constantine, 1er
- 2008-09 : D4, Régional 1 Constantine, ?e
- 2009-10 : D4, Régional 1 Constantine, ?e
- 2010-11 : D5, Régional 1 Constantine, 1er
- 2011-12 : D4, Inter-régions Centre-Est, 1er
- 2012-13 : D3, DNA Est, 7e
- 2013-14 : D3, DNA Est, 1er
- 2014-15 : Ligue 2, 2e
- 2015-16 : Ligue 1, 7e
- 2016-17 : Ligue 1, 9e
- 2017-18 : Ligue 1, 10e
- 2018-19 : Ligue 1, 15e
- 2019-20 : Ligue 2, 9e
- 2020-21 : Ligue 2 Amateur, Gr. Est, 12e
- 2021-22 : D3, Groupe Est, forfait général

### Parcours en Coupe d'Algérie
- 1971-72 : ?
- 1972-73 : ?
- 1973-74 : ?
- 1974-75 : ?
- 1975-76 : ?
- 1976-77 : ?
- 1977-78 : ?
- 1978-79 : ?
- 1979-80 : ?
- 1980-81 : ?
- 1981-82 : ?
- 1982-83 : ?
- 1983-84 : ?
- 1984-85 : ?
- 1985-86 : ?
- 1986-87 : ?
- 1987-88 : ?
- 1988-89 : ?
- 1989-90 : Édition annulée
- 1990-91 : ?
- 1991-92 : ?
- 1992-93 : Édition annulée
- 1993-94 : ?
- 1994-95 : ?
- 1995-96 : ?
- 1996-97 : ?
- 1997-98 : ?
- 1998-99 : ?
- 1999-00 : ?
- 2000-01 : ?
- 2001-02 : 1/64 finale (vs CB Mila)
- 2002-03 : ?
- 2003-04 : ?
- 2004-05 : ?
- 2005-06 : ?
- 2006-07 : ?
- 2007-08 : 1/64 finale (4-0 vs MO Constantine)
- 2008-09 : 2e tour régional (vs CRB Berriche)
- 2009-10 : ?
- 2010-11 : ?
- 2011-12 : 1/64 finale (1-0 vs MB Constantine)
- 2012-13 : 1/64 finale (1-0 vs USM Ain Beida)
- 2013-14 : 1/32 finale (1-0 vs NC Magra)
- 2014-15 : 1/8 finale (2-1 ap vs NA Hussein Dey)
- 2015-16 : 1/8 finale (1-0 vs USM Bel Abbès)
- 2016-17 : 1/32 finale (1-0 vs CA Bordj Bou Arreridj)
- 2017-18 : 1/16 finale (5-0 vs USM Blida)
- 2018-19 : 1/32 finale (2-0 vs CR Belouizdad)
- 2019-20 : 1/32 finale (3-0 vs JS Saoura)
- 2020-21 : Édition annulée

## Image et identité du club

### Couleurs
Les couleurs actuels du Difaâ Riadhi Baladiat Tadjenanet sont le Bleu et le Blanc (Bleu et Noire dans le passé).

### Logo

Logo actuel du club.

### Historique du nom
| Difaâ Riadhi Baladiat Tadjenanet |
| -------------------------------- |

### Maillots portés par le club
|  |  |  |  |  |

## Structures du club

### Infrastructures

#### Stade Lahoua-Smaïl
C'est le principal stade de la commune de Tadjenanet, où se déroule les matchs de l'équipe locale Difaâ Riadhi Baladiat Tadjenanet. Le stade a été rénové en 2013 pour pouvoir accueillir les matchs de la première division algérienne.

## Personnalités du club

### Joueurs emblématiques
- Amir Sayoud
- Abdellah El Moudene
- Tayeb Marouci
- Ali Guitoune
- Youcef Chibane
- Billel Bensaha
- Karim Aribi

### Anciens entraîneurs
- Liamine Boughrara
- Meziane Ighil

## Rivalités
Le rival du Difaâ Riadhi Baladiat Tadjenanet est l'autre club de la wilaya de Mila, le Hilal Baladiat Chelghoum Laïd qui a été fondé en 1945.